# Talvisalo (ö, lat 63,03, long 27,98)
Talvisalo är en ö i Finland. Den ligger i sjön Juurusvesi och Akonvesi och i kommunen Kuopio i landskapet Norra Savolax, i den centrala delen av landet, 400 km nordost om huvudstaden Helsingfors. Öns största längd är 3,9 kilometer i nord-sydlig riktning.